# 太閤通
太閤通（たいこうとおり）は、愛知県名古屋市中村区の地名。現行行政地名は太閤通3丁目から太閤通9丁目。住居表示未実施。

## 地理
名古屋市中村区中央部に位置する。東は太閤四丁目、西は鳥居西通に接する。

## 歴史

### 地名の由来
当地が豊臣秀吉ゆかりの地であることに由来する。

### 沿革
- 1932年（昭和7年）3月1日 - 西区中村町・下中村町の各一部により、同区太閤通として成立[1]。
- 1933年（昭和8年）
  - 7月1日 - 西区中村町の一部を編入する[1]。
  - 11月1日 - 西区中村町の一部を編入する[1]。
- 1937年（昭和12年）10月1日 - 中村区成立に伴い、同区太閤通となる[1]。
- 1938年（昭和13年）6月1日 - 以下の通り異動が実施された。
  - 太閤通1丁目に、牧野町字出郷前・字四分市・字宇多利・字六ノ内・字炭焼・5〜7丁目および米野町字牧野裏の各一部を編入する[4]。
  - 太閤通2丁目に、米野町字牧野裏・字村裏・字中田および牧野町字六ノ内・字村裏・8丁目の各一部を編入する[4]。
  - 太閤通3丁目に、米野町字中田・字西中田の各一部を編入する[4]。
  - 太閤通4丁目に、米野町字西中田・字若宮裏・字七畝割の各一部を編入する[4]。
  - 太閤通5丁目に、米野町字七畝割・字戸崎および日比津町字野合の各一部を編入する[4]。
  - 太閤通6丁目に、日比津町字野合および中村町字柳原および下中村町字三枡田迎・字三枡田の各一部を編入する[4]。
  - 太閤通7丁目に、下中村町字三枡田迎・字三枡田および中村町字柳原および太閤通の各一部を編入する[4]
  - 太閤通8丁目に、太閤通および中村町字楠・字大島の各一部を編入する[4]。
  - 太閤通9丁目に、中村町字大島・字田中勘定および下中村町字砂田および太閤通5丁目の各一部を編入する[4]。
- 1940年（昭和15年）5月18日 - 以下の通り異動が実施された。
  - 太閤通1丁目に、米野町字牧野裏および牧野町字六ノ内・字宇多利の各一部を編入する[5]。
  - 太閤通2丁目に、米野町字牧野裏の一部を編入する[5]。
- 1941年（昭和16年）3月15日 - 以下の通り異動が実施された。
  - 太閤通4丁目に、米野町字七畝割の一部を編入する[6]。
  - 太閤通5丁目に、米野町字七畝割・字戸崎の各一部を編入する[6]。
- 1950年（昭和25年）11月1日 - 名楽町1丁目に、太閤通5丁目の一部が編入される[7]。
- 1974年（昭和49年）8月11日 - 以下の通り異動が実施された。
  - 竹橋町に太閤通2丁目・3丁目の各一部が編入される[8]。
  - 椿町に太閤通1丁目の一部を編入する[8]。
  - 鷹羽町に一部を編入する[9]。
- 1981年（昭和56年）6月7日 - 以下の通り異動が実施された。
  - 太閤一丁目に太閤通1丁目の一部が編入される[10]。
  - 太閤三丁目に太閤通1丁目の一部が編入される[10]。
  - 太閤四丁目に太閤通2丁目・3丁目の各一部が編入される[10]。
  - 名駅南一丁目に太閤通1丁目の一部が編入される[10]。

## 世帯数と人口
2019年（平成31年）2月1日現在の世帯数と人口は以下の通りである。
| 町丁   | 世帯数    | 人口    |
| ------ | --------- | ------- |
| 太閤通 | 1,496世帯 | 2,300人 |

### 人口の変遷
国勢調査による人口の推移
| 1950年（昭和25年） | 4,156人 | [ 11 ]    |  |
| 1955年（昭和30年） | 4,300人 | [ 11 ]    |  |
| 1960年（昭和35年） | 4,409人 | [ 12 ]    |  |
| 1965年（昭和40年） | 4,142人 | [ 12 ]    |  |
| 1970年（昭和45年） | 3,278人 | [ 13 ]    |  |
| 1975年（昭和50年） | 2,797人 | [ 13 ]    |  |
| 1980年（昭和55年） | 2,262人 | [ 14 ]    |  |
| 1985年（昭和60年） | 2,022人 | [ 14 ]    |  |
| 1990年（平成2年）  | 1,802人 | [ 15 ]    |  |
| 1995年（平成7年）  | 1,616人 | [ 16 ]    |  |
| 2000年（平成12年） | 1,644人 | [ WEB 6 ] |  |
| 2005年（平成17年） | 2,124人 | [ WEB 7 ] |  |
| 2010年（平成22年） | 2,417人 | [ WEB 8 ] |  |
| 2015年（平成27年） | 2,269人 | [ WEB 9 ] |  |

## 学区
市立小・中学校に通う場合、学校等は以下の通りとなる。また、公立高等学校に通う場合の学区は以下の通りとなる。なお、小・中学校は学校選択制度を導入しておらず、番毎で各学校に指定されている。
| 丁目        | 小学校                                    | 中学校                                    | 高等学校 |
| ----------- | ----------------------------------------- | ----------------------------------------- | -------- |
| 太閤通3丁目 | 名古屋市立牧野小学校                      | 名古屋市立黄金中学校                      | 尾張学区 |
| 太閤通4丁目 | 名古屋市立牧野小学校                      | 名古屋市立黄金中学校                      | 尾張学区 |
| 太閤通5丁目 | 名古屋市立日吉小学校                      | 名古屋市立豊国中学校                      | 尾張学区 |
| 太閤通6丁目 | 名古屋市立中村小学校 名古屋市立日吉小学校 | 名古屋市立豊正中学校 名古屋市立豊国中学校 | 尾張学区 |

## 交通
- 太閤通（愛知県道68号名古屋津島線）[2]
- 環状線（名古屋市道名古屋環状線）[2]
- 名西通（愛知県道190号名古屋一宮線）[2][17]
- 鳥居通（名古屋市道鳥居通）[2]
- 豊国通（名古屋市道高畑町線）[3]
- 豊国神社参道線
- 名古屋市営地下鉄桜通線 太閤通駅[2]
  - 駅名は「たいこうどおり」と濁る。
- 名古屋市営地下鉄東山線 中村公園駅

## 施設
- 鵜飼リハビリテーション病院 - 4丁目。
- あいち銀行中村支店 - 4丁目。三菱UFJ銀行中村支店跡に移転した[2][WEB 12]。三菱UFJ銀行がATMコーナーを設置している[WEB 13]。
- 東邦ガスグループお客さまサービス拠点 - 5丁目。東邦ガス中村営業所跡地に建設された[2][WEB 14]。
- 名古屋銀行中村支店 - 5丁目。
- 瀬戸信用金庫中村支店 - 5丁目。
- 太閤通公団アパート - 7丁目。
- 中部電力パワーグリッド中村営業所[2][WEB 15] - 7丁目。
- 名古屋太閤通八郵便局[WEB 16] - 8丁目。1937年3月11日に三等郵便局の名古屋太閤通郵便局として設置[18]。1942年02月16日、名古屋太閤通八郵便局に改称[19]。
- 豊国神社大鳥居[2] - 9丁目。

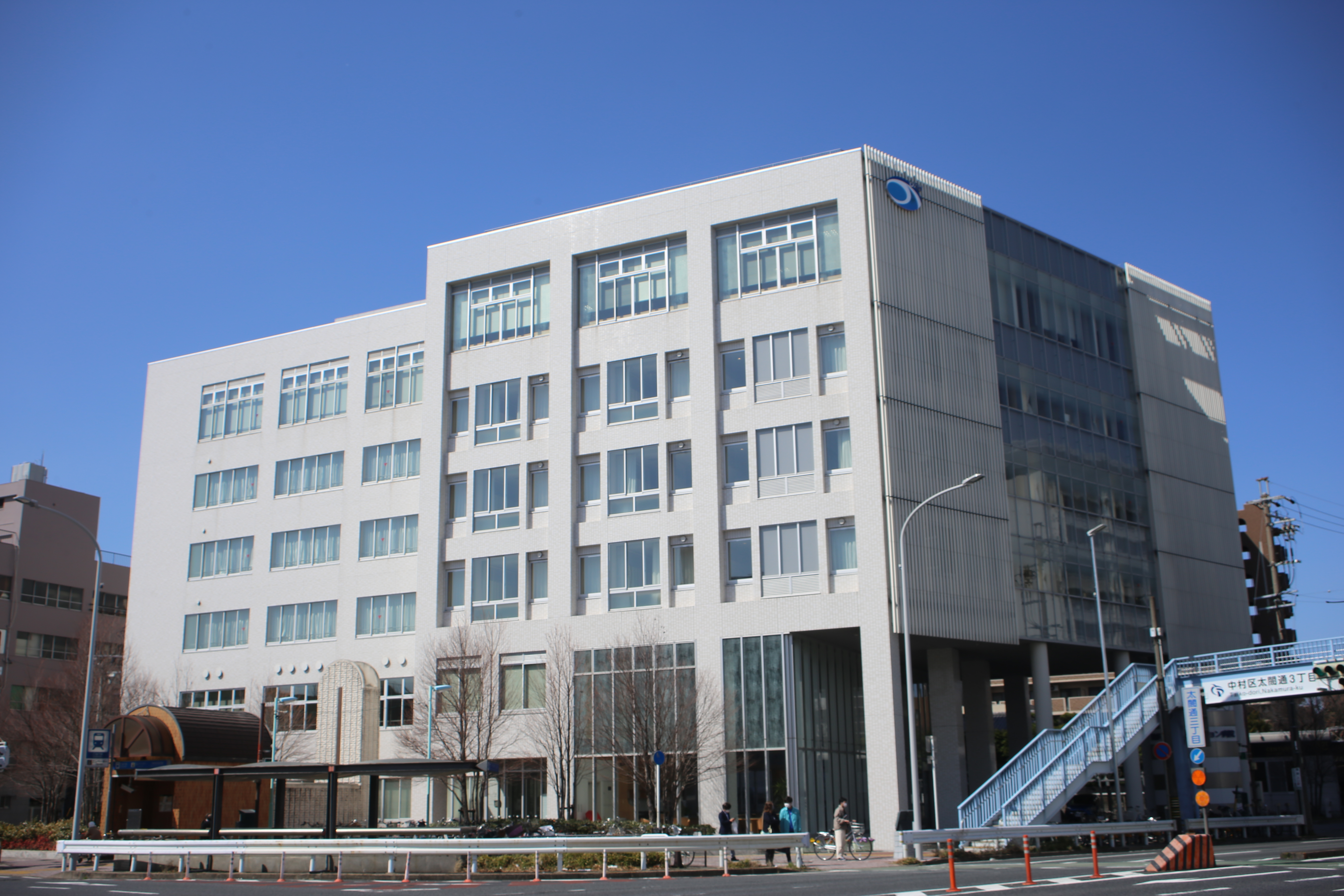
鵜飼リハビリテーション病院（2021年3月）
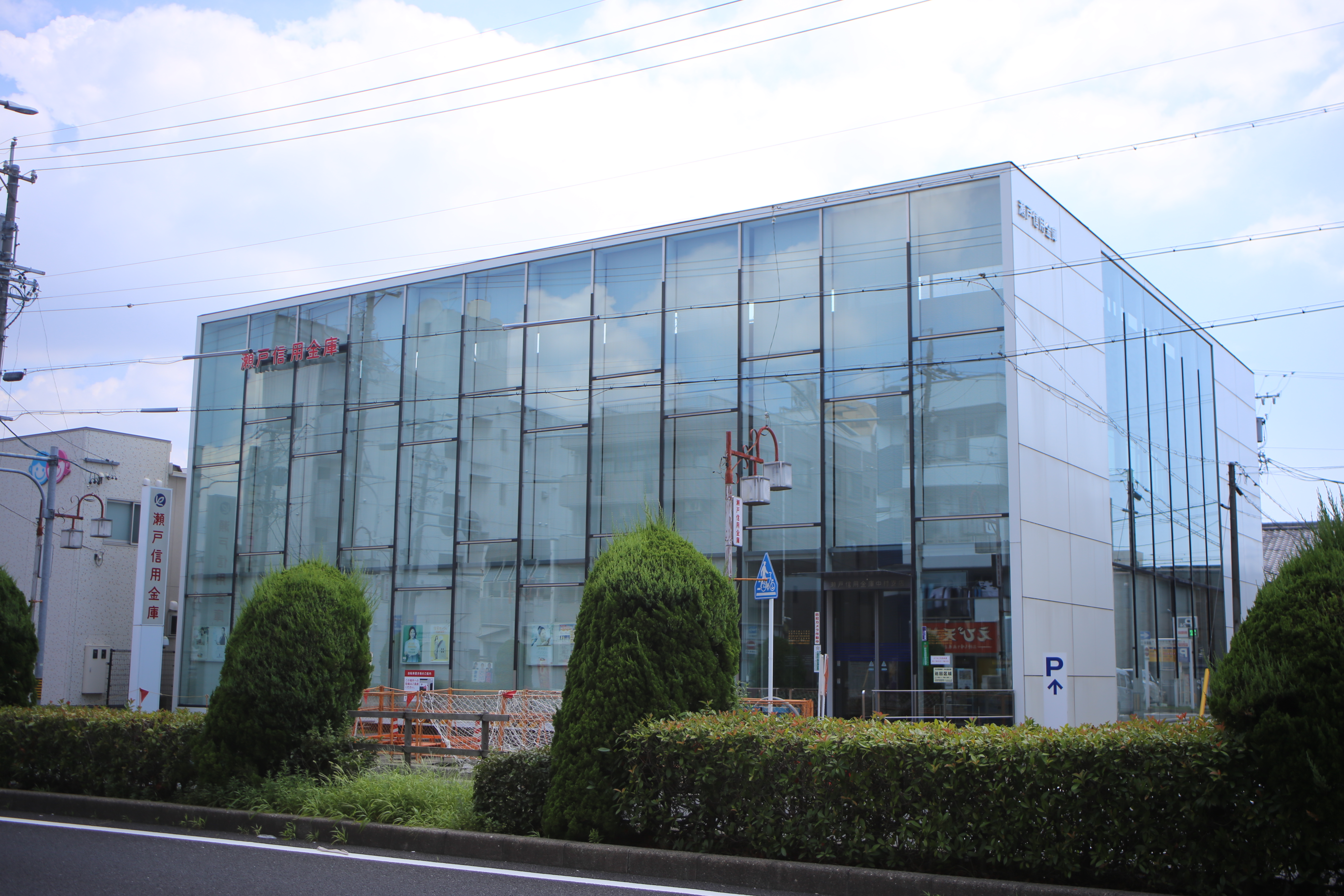
瀬戸信用金庫中村支店（2022年8月）
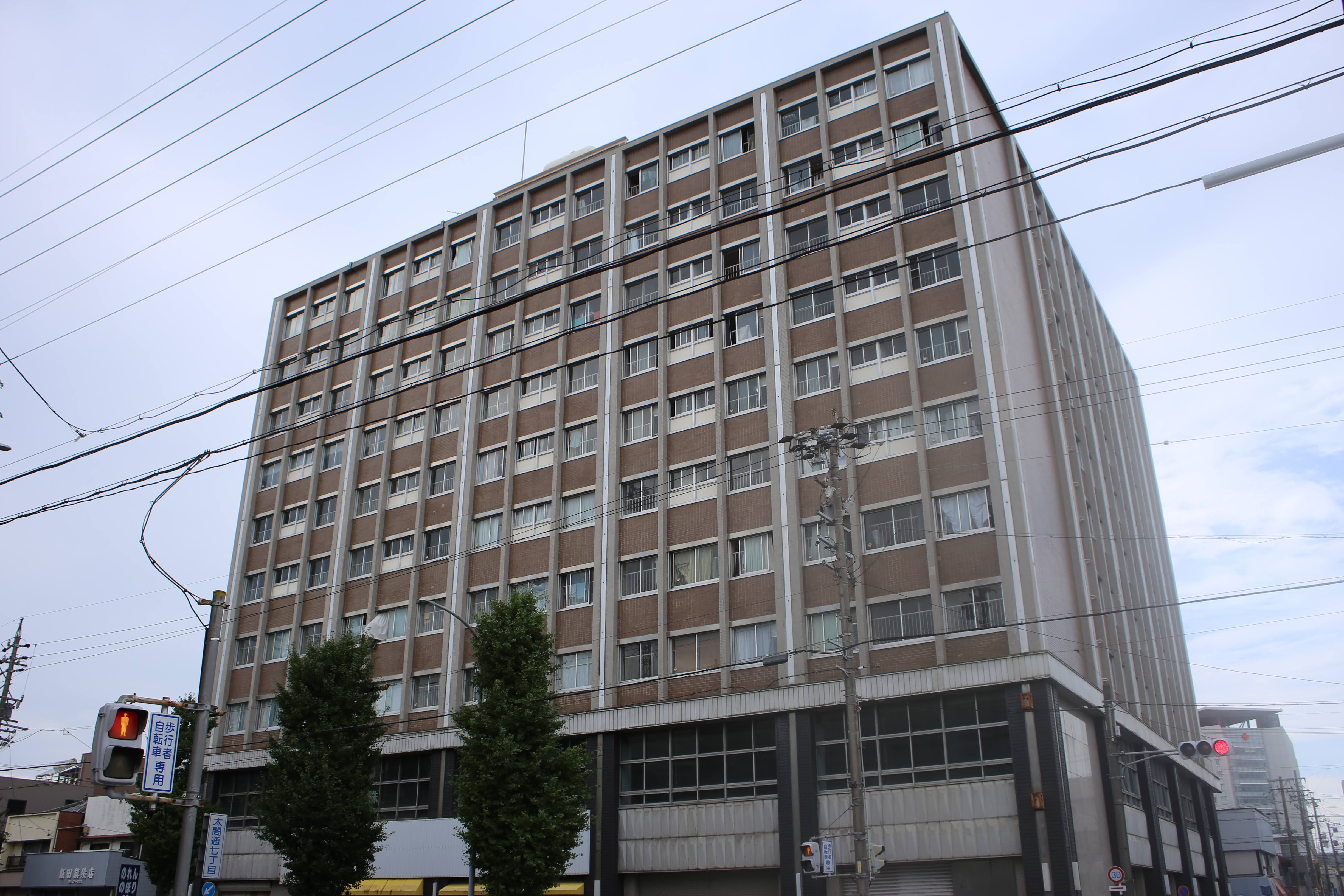
太閤通公団アパート（2020年7月）
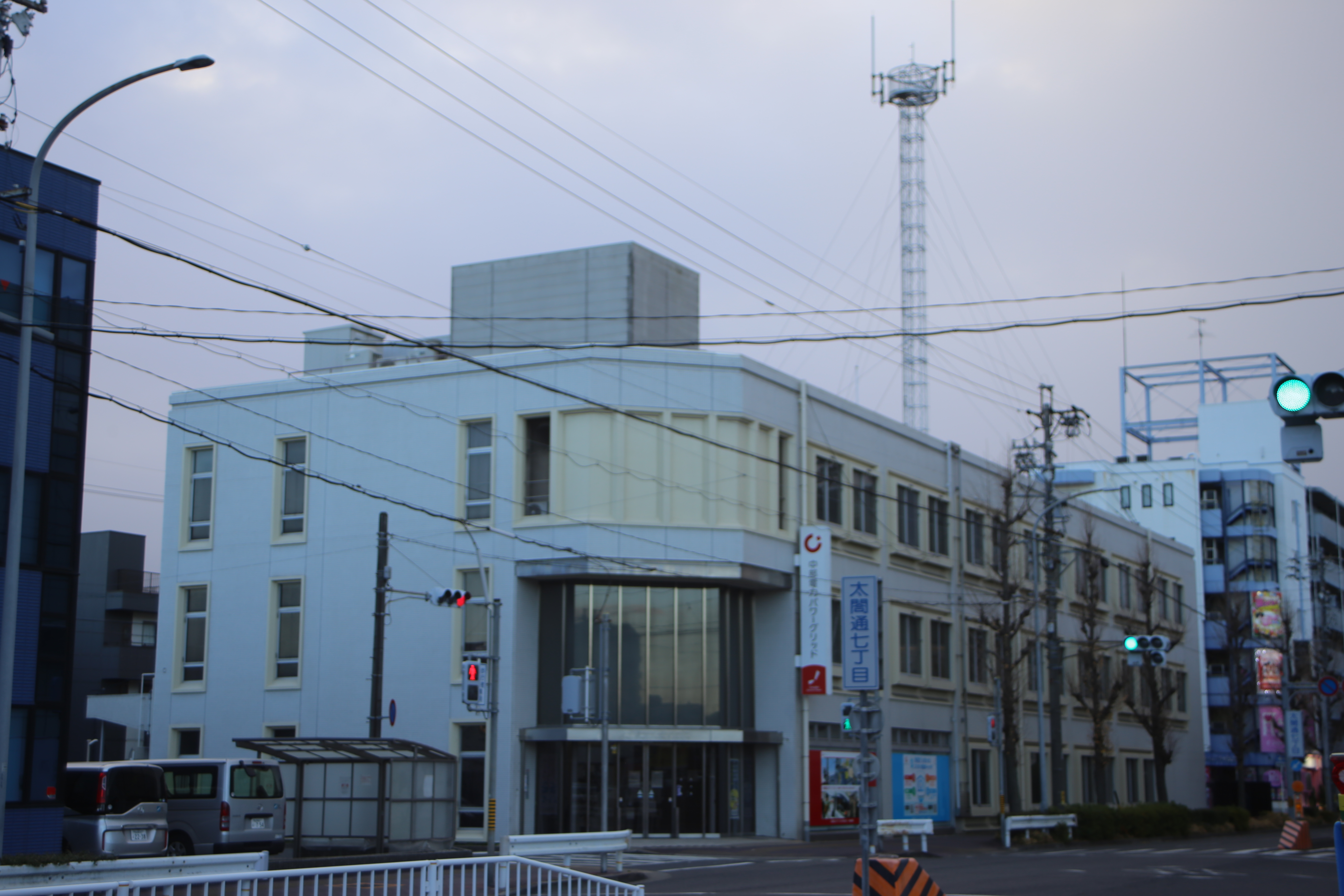
中部電力パワーグリッド中村営業所（2023年1月）
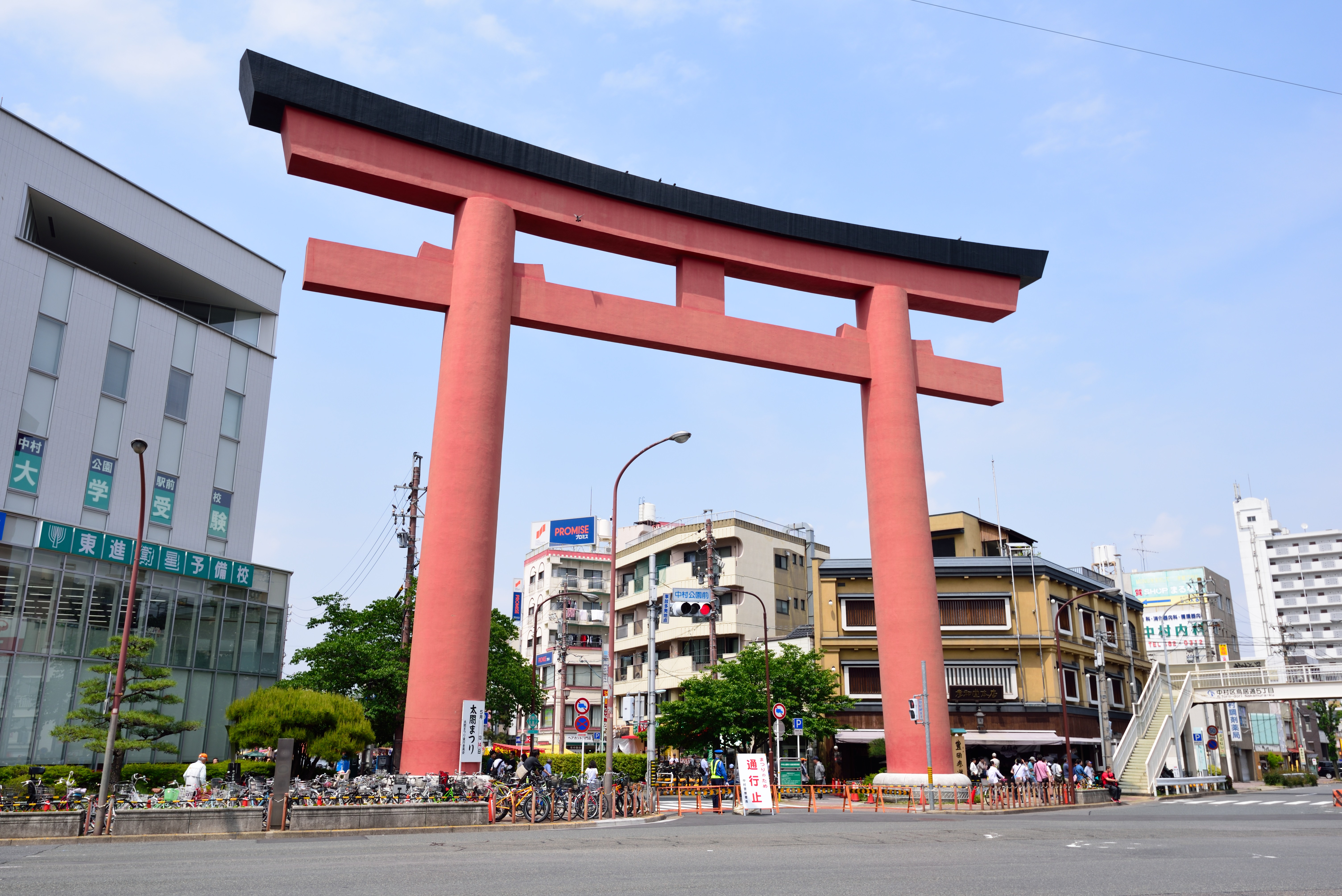
大鳥居（2017年5月）

## その他

### 日本郵便
- 郵便番号 : 453-0811[WEB 3]（集配局：中村郵便局[WEB 17]）。

### WEB
1. 1 2  “愛知県名古屋市中村区の町丁・字一覧”.   人口統計ラボ. 2016年2月12日閲覧。
2. 1 2  “町・丁目(大字)別、年齢(10歳階級)別公簿人口(全市・区別)”.   名古屋市 (2019年2月20日). 2019年2月20日閲覧。
3. 1 2  “郵便番号”.  日本郵便. 2019年2月10日閲覧。
4. ↑  “市外局番の一覧”.   総務省. 2019年1月6日閲覧。
5. ↑  名古屋市役所市民経済局地域振興部住民課町名表示係 (2015年10月21日). “中村区の町名一覧”.   名古屋市. 2016年1月29日閲覧。
6. ↑  名古屋市役所総務局企画部統計課統計係 (2005年7月1日). “（刊行物）名古屋の町(大字)・丁目別人口 (平成12年国勢調査) (5)中村区(第1表から第3表)” (xls). 2015年10月16日閲覧。
7. ↑  名古屋市役所総務局企画部統計課統計係 (2007年6月27日). “（刊行物）名古屋の町(大字)・丁目別人口 (平成17年国勢調査) (5)中村区(第1表から第3表）” (xls). 2015年10月15日閲覧。
8. ↑  名古屋市役所総務局企画部統計課統計係 (2012年4月22日). “（刊行物）名古屋の町(大字)・丁目別人口 (平成22年国勢調査) (5)中村区(第1表から第3表）” (xls). 2015年10月15日閲覧。
9. ↑  名古屋市役所総務局企画部統計課統計係 (2016年3月31日). “（刊行物）名古屋の町(大字)・丁目別人口 (平成27年国勢調査) (5)中村区(第1表から第3表）” (xls). 2016年7月28日閲覧。
10. ↑  “市立小・中学校の通学区域一覧”.   名古屋市 (2018年11月10日). 2019年1月14日閲覧。
11. ↑  “平成29年度以降の愛知県公立高等学校（全日制課程）入学者選抜における通学区域並びに群及びグループ分け案について”.   愛知県教育委員会 (2015年2月16日). 2019年1月14日閲覧。
12. ↑  『中村支店および千成支店の移転について』（プレスリリース）中京銀行、2021年1月27日。2023年1月22日閲覧。
13. ↑  “中村支店”.   三菱UFJ銀行. 2023年1月22日閲覧。
14. ↑  『旧中村営業所用地で賃貸集合住宅およびお客さまサービス拠点を建設』（プレスリリース）東邦ガス、2019年9月30日。2023年1月22日閲覧。
15. ↑  “中村営業所 - 愛知県”.   中部電力パワーグリッド. 2023年1月22日閲覧。
16. ↑  “名古屋太閤通八郵便局”.   日本郵政. 2023年1月20日閲覧。
17. ↑  郵便番号簿 平成29年度版 - 日本郵便. 2019年02月26日閲覧 (PDF)

### 書籍
1. 1 2 3 4 5  名古屋市計画局 1992, p. 775.
2. 1 2 3 4 5 6 7 8 9 10 11  「角川日本地名大辞典」編纂委員会 1989, p. 1499.
3. 1 2  名古屋市計画局 1992, p. 263.
4. 1 2 3 4 5 6 7 8 9  中村区制施行50周年記念事業実行委員会記念誌編集委員会 1987, p. 434.
5. 1 2  中村区制施行50周年記念事業実行委員会記念誌編集委員会 1987, p. 436.
6. 1 2  中村区制施行50周年記念事業実行委員会記念誌編集委員会 1987, p. 438.
7. ↑  中村区制施行50周年記念事業実行委員会記念誌編集委員会 1987, p. 440.
8. 1 2  中村区制施行50周年記念事業実行委員会記念誌編集委員会 1987, p. 443.
9. ↑  名古屋市計画局 1992, p. 771.
10. 1 2 3 4  中村区制施行50周年記念事業実行委員会記念誌編集委員会 1987, p. 444.
11. 1 2  名古屋市総務局企画室統計課 1957, p. 78・79.
12. 1 2  名古屋市総務局企画部統計課 1967, p. 72・73.
13. 1 2  名古屋市総務局統計課 1977, p. 47・48.
14. 1 2  名古屋市総務局統計課 1986, p. 46・50・51.
15. ↑  名古屋市総務局企画部統計課 1991, p. 28.
16. ↑  名古屋市総務局企画部統計課 1996, p. 71.
17. ↑  『スーパーマップル・東海道路地図』（昭文社編）61ページ参照
18. ↑  「逓信省告示第五百六十六號」『官報』第3051号、内閣印刷局、227頁、1937年3月8日。NDLJP:2959534/2。
19. ↑  「逓信省告示第二百三十七號」『官報』第4529号、内閣印刷局、380頁、1942年2月16日。NDLJP:2961031/3。

### 統計資料
- 名古屋市総務局企画室統計課 編『昭和31年版 名古屋市統計年鑑』名古屋市、1957年。NDLJP:9547825。
- 名古屋市総務局企画部統計課 編『昭和41年版 名古屋市統計年鑑』名古屋市、1967年。NDLJP:9547835。
- 名古屋市総務局統計課 編『昭和51年版 名古屋市統計年鑑』名古屋市、1977年。NDLJP:9902430。
- 名古屋市総務局統計課 編『昭和60年国勢調査 名古屋の町・丁目別人口（昭和60年10月1日現在）』名古屋市役所、1986年。全国書誌番号:87005837。
- 名古屋市総務局企画部統計課 編『平成2年国勢調査 名古屋の町（大字）別・年齢別人口（平成2年10月1日現在）』名古屋市役所、1994年。全国書誌番号:91050316。
- 名古屋市総務局企画部統計課 編『平成7年国勢調査 名古屋の町（大字）・丁目別人口（平成7年10月1日現在）』名古屋市役所、1996年。全国書誌番号:96059807。